# Penol
Penol település Franciaországban, Isère megyében. Lakosainak száma 377 fő (2022. január 1.). Penol Sardieu, Thodure, Beaufort, Bossieu, Faramans, Marcilloles, Pajay és Ornacieux-Balbins községekkel határos.

## Népesség
A település népességének változása:
| Lakosok száma | 231  | 247  | 278  | 303  | 331  | 340  | 350  | 362  | 368  | 377  |
|               | 1968 | 1982 | 1990 | 2006 | 2013 | 2015 | 2017 | 2019 | 2020 | 2022 |